# Eric Chaudouet
Eric Chaudouet (9 mei 1978) is een Franse golfprofessional.

## Amateur
Vier jaar nadat Eric Chaudouet met golf begint, heeft hij handicap 1 op de Golf de la Bresse. Hij is dan 18 jaar en besluit een 2-jarige technische studie te gaan doen in plaats van een 5-jarige studie om ingenieur te worden, en zijn geluk in de golfpsort te proberen.
In 2002 komen aanmoedigende resultaten. Hij wint o.a. het Frans Amateur op Le Golf National in Versailles, verbetert drie baanrecords en mag zijn land vertegenwoordigen bij het wereldkampioenschap samen met Greg Bourdy et Raph Pellicioli. Ze worden tweede.
Het jaar daarop gaat hij na de eerste ronde in Versailles aan de leiding bij het Open de France Alstom met een score van -6. Philip Golding behaalt daar zijn eerste overwinning en Chaudouet besluit professional te worden.

## Professional
Eind 2003 wordt hij professional en kwalificeert zich om op het Franse circuit te spelen. In 2006 en 2007 speelt hij op de Alps Tour, waar hij weer een baanrecord vestigt. Eind 2007 gaat hij naar de Tourschool, waar hij zich op de Circolo Golf Bogogno kwalificeert voor de tweede stage, in Spanje. Hij haalt zijn tourkaart niet.